# Diaphorocera hemprichi
Diaphorocera hemprichi là một loài bọ cánh cứng trong họ Meloidae. Loài này được Heyden miêu tả khoa học năm 1863.